# Nada a Perder (filme)
Nada a Perder: Contra Tudo. Por Todos. é um filme biográfico brasileiro de drama sobre a trajetória do bispo evangélico, escritor e empresário Edir Macedo. Foi dirigido por Alexandre Avancini e roteirizado por Stephen P. Lindsay e Emílio Boechat.
É baseado na trilogia homônima Nada a Perder e no livro O Bispo: A História Revelada de Edir Macedo, de Douglas Tavolaro. É estrelado por Petrônio Gontijo, interpretando o protagonista, Day Mesquita interpretando sua esposa Ester Bezerra e Beth Goulart interpretando a mãe Dona Geninha. É também a primeira representação de Silvio Santos no cinema. A sequência — Nada a Perder 2 — foi lançada em 15 de agosto de 2019.

## Sinopse
A primeira parte do filme conta a trajetória do bispo evangélico Edir Macedo, a partir da infância, fundação da Igreja Universal do Reino de Deus, compra da TV Record, até o momento de sua prisão por charlatanismo. A história do país nos anos 60, 70, 80 e 90 é pano de fundo para a trajetória de Edir Macedo, sempre cercada de momentos turbulentos e controversos.

## Elenco
| Ator/Atriz              | Personagem                     |
| ----------------------- | ------------------------------ |
| Petrônio Gontijo        | Edir Macedo                    |
| Day Mesquita            | Ester Bezerra                  |
| Beth Goulart            | Eugênia Macedo (Geninha)       |
| Dalton Vigh             | Juiz Ramos                     |
| André Gonçalves         | R. R. Soares                   |
| Eduardo Galvão          | Monsenhor José Maria           |
| Marcello Airoldi        | Henrique                       |
| José Victor Pires       | Edir Macedo (jovem)            |
| Giovanna Chaves         | Cristiane Cardoso              |
| Rafael Gevú             | Renato Cardoso                 |
| Raphael Viana           | Evandro                        |
| Otávio Martins          | Ministro Francisco Bittencourt |
| Greta Antoine           | Elcy                           |
| Paulo Coronato          | Bernadino                      |
| André Garolli           | Delegado Leo                   |
| André Bicudo            | Silvio Santos                  |
| Kathia Calil            | Maria Eduarda                  |
| Camila Czerkes          | Madalena                       |
| Larissa Ferrera         | Edna                           |
| Leonardo Franco         | Albino                         |
| Ana Elisa Mattos        | Lucia                          |
| César Mello             | Paulo                          |
| Pedro Henrique Moutinho | Policial Silva                 |
| Joana Rodrigues         | Viviane Freitas                |
| Enzo Barone             | Edir Macedo (criança)          |

## Produção

### Desenvolvimento
As filmagens do filme começaram em maio de 2017 em São Paulo. No papel de Edir, Petrônio Gontijo vive seu primeiro protagonista no cinema. Na caracterização, o ator precisou usar uma prótese nas mãos para retratar a deficiência física das mãos de Edir Macedo: "Nas cenas em que eu precisava usar as mãos, eu tive que treinar muito, reaprender a pegar objetos, como copos e xícaras, reaprender a escrever sem o auxílio dos polegares", afirma Gontijo. Sobre a maquiagem e envelhecimento, Emi Sato, profissional responsável pela caracterização, disse: "Algumas maquiagens demoraram cerca de 6 horas, como no caso do ator Marcello Airoldi (que fez Henrique, o pai do bispo Edir Macedo). A Beth Goulart, que interpreta a mãe do bispo, ficou cerca de 4 horas na maquiagem", relatou. Para a segunda parte do longa, Petrônio optou por raspar a cabeça ao invés de prótese como parte da caracterização. Veículos antigos ajudaram a recriar o clima de época dos anos 60 aos 90 em cenas externas. Nas gravações, foram usados mil carros antigos, entre eles um Chevrolet 1941 e um Cadillac 1954. Já um Fusca vermelho de 1954 representou o carro de Edir Macedo.
Durante seis meses uma equipe de preparação trabalhou com Petrônio e Day Mesquita. O protagonista passou por uma reeducação corporal onde emagreceu e mudou o modo de se portar e andar. Os próprios livros, fotos e materiais em vídeo de Edir Macedo foram também estudados. Um encontro com Macedo também ocorreu durante esse processo. Questionado sobre como montou o personagem, Petrônio disse que recebeu conselhos do próprio religioso: "Eu me lembro dele falando 'só uma coisa: eu sou um homem revoltado, ponha essa firmeza lá' (no filme)". Este foi seu único pedido. Fora isso tive muita liberdade", revelou Petrônio. Os protagonistas revelaram que fizeram cerca de 12 a 14 horas de filmagens por dia. As filmagens também ocorreram no Rio de Janeiro, Nova York, Jerusalém e Joanesburgo.

### Divulgação
No dia 4 de fevereiro foi divulgado o trailer do filme. Para a divulgação, a Record produziu uma série especial para o Jornal da Record, além de diversas reportagens para o Domingo Espetacular. Na época, o plano previa a exibição de 16 chamadas diárias até o dia do lançamento. A Paris Filmes comprou espaços comerciais na Rede Globo para anunciar o filme, sendo a primeira vez que a emissora anuncia produtos ligados à Igreja Universal. Em setembro de 2017, foi divulgado que a Netflix comprou os direitos de exibição do filme. A empresa pagou o maior preço já pago por um filme de língua não inglesa. Nada a Perder entrou na plataforma no dia 29 de junho de 2018, estando disponível nos 190 territórios onde a Netflix está presente.

### Trilha sonora
A música "Marcas da Vida", do cantor Pr. Lucas, é a música-tema do filme, exibida nos créditos finais. Uma orquestra com 60 músicos foi contratada para produzir a trilha sonora do longa, composta e regida por Otavio de Moraes.

## Lançamento

### Bilheteria
A rede de cinema Cinemark disponibilizou a pré-venda dos ingressos para o filme em 2 de fevereiro de 2018. No final do mês, a pré-venda já ultrapassava os 2 milhões de ingressos vendidos e em março já havia chegado aos 3.1 milhões, se tornando a maior bilheteria do ano antes de seu lançamento, superando Os Dez Mandamentos, outra produção da Paris Filmes com a Record. O site UOL citou esse impulso na compra de ingressos devido a um sorteio promovido pela Cinemark de uma viagem a Israel e mais dez viagens para visitar o Templo de Salomão, em São Paulo.
Perto de sua estreia, a pré-venda já tinha vendido mais de 4 milhões. O jornal O Globo chegou a consultar as principais redes de cinema para saber se fizeram acordo com a Igreja Universal na venda de ingressos, trazendo em perspectiva uma possível repetição do que aconteceu com o lançamento do filme Os Dez Mandamentos, recordista em vendas de ingressos mas registrando salas vazias. A Kinoplex confirmou ter vendido pacotes de ingressos para pastores e grupos a partir de cem pessoas, onde todos pagam meia entrada. Em resposta, a IURD emitiu comunicado afirmando que estimulou o público a assistir o filme, mas negou que pagou por ingressos, criticando a imprensa e a chamando de "rancorosa e preconceituosa".
Nada a Perder estreou na liderança em sua primeira semana de exibição, com 2.186.065 entradas comercializadas e a quinta maior estreia nacional do ano, inferior aos números da pré-venda, e arrecadando 25.8 milhões de reais. No entanto, registros feitos no dia do lançamento mostravam salas vazias ou com menos da capacidade. Uma reportagem do O Globo relatou que alguns espectadores afirmaram que os ingressos estavam sendo distribuídos pela IURD. A comunicação social da IURD chamou de "vergonhosa a acusação" de que teria comprado ingressos, reiterando em nota publicada em seu portal oficial, além de classificar como mentira uma tentativa "da mídia, os produtores e promotores de fake news" de "espalhar que o êxito do filme foi manipulado".
Mauricio Stycer, em seu blog no UOL, relatou os lugares vazios e a distribuição de ingressos na estreia de Nada a Perder. Destacou ainda que fiéis traziam consigo um lencinho com uma prece — uma passagem de Atos 19:11-12 —, que foi mencionado no final do filme numa aparição de Edir Macedo pedindo para que as pessoas da sessão usassem e levassem o lenço para uma Igreja Universal, prosseguindo a exibição com a cena final. A participação do bispo não havia sido mostrada na pré-estreia. Todos esses elementos foram considerados pelo jornalista "mistérios de Nada a Perder", por não ter recebido resposta oficial da assessoria da igreja. O jornal Folha de S. Paulo relatou também que alunos de escolas públicas eram levados em excursões para assistir Nada a Perder em horário de aula por pessoas e organizações ligadas à Igreja Universal. Em 4 de maio de 2018 o filme tornou-se o maior filme nacional de bilheteria de todos os tempos com 11.285.248 ingressos vendidos, superando Os Dez Mandamentos. Nada a Perder teve arrecadação final de 120 milhões de reais, sendo também a maior arrecadação do cinema nacional. O longa manteve o recorde até janeiro de 2020 quando Minha Mãe É uma Peça 3 arrecadou 137.9 milhões de reais.

### Análise da crítica
Nada a Perder recebeu críticas mistas, geralmente negativas, sendo considerada por alguns como uma obra de ficção, por deixar de fora as polêmicas envolvendo Edir Macedo, retratando o bispo como um tipo fantasioso de herói. André Miranda, do jornal O Globo, criticou o uso do líder religioso como personagem de ficção, classificando como "raso".  Ele nota a construção da imagem perfeita de Edir Macedo — visto como herói, deixando de lado todas as polêmicas — e alia isso ao filme como "um vídeo de campanha política que serve para atrair votos". Miranda também destaca a aparição do próprio bispo, ao final do filme, realizando uma oração, descrevendo o momento "como se ele próprio se autodenominasse herói, santo, mártir, redentor, uma espécie de messias que enfrentou todas as dificuldades em nome de ajudar as pessoas". O jornalista Maurício Stycer elogiou a produção e a reconstituição dos anos 1970 e 1980, além do desempenho de Petrônio Gontijo como protagonista. Além disso, ressaltando o subtítulo do filme, Stycer afirma que ele "reproduz de forma apropriada o tema principal do filme – as dificuldades e agruras de Macedo em toda a sua vida". Ele também notou a falta de menções à Rede Globo, emissora que Macedo já chegou a citar na biografia O Bispo (2007) como sua "inimiga" e menciona o fato da Paris Filmes ter comprado espaços comerciais na emissora para promover Nada a Perder. Stycer também citou o crítico de cinema Roberto Sadovski, que chamou Nada a Perder de "peça de propaganda da Universal". Para Sadovski, Nada a Perder "É uma obra que prega aos convertidos, já que qualquer um que não seja membro da igreja ou fã de Macedo vai sair do cinema exatamente com a mesma informação que tinha ao entrar".
No site Internet Movie Database (IMDb), o filme estreou com nota 10, com base em 14.468 avaliações de usuários computados pelo UOL em 5 de abril de 2018, enquanto que 266 usuários deram nota 1. Em 8 de abril, a Record destacou em reportagem o desempenho do filme no IMDb, comparando com as avaliações de filmes reconhecidos como O Poderoso Chefão, Um Sonho de Liberdade e A Forma da Água, este último premiado como Melhor Filme na premiação do Oscar em 2018, que obtiveram nota inferior ao longa brasileiro. Logo após a exibição da reportagem, Mauricio Stycer relatou denúncias de internautas que afirmavam que várias avaliações eram falsas e que estariam sendo aplicadas por robôs. Com isso, a nota começou a cair (naquele momento, 15 mil usuários já haviam dado nota 10 ao filme). Em maio, Nada a Perder ingressou na lista de 100 Piores Filmes da História pelo IMDb, com uma nota de 2.4 atribuída pelos críticos do site.

### ProjetoCinema Solidário
Através do projeto intitulado "Cinema Solidario", desenvolvido em parceria entre a empresa BRAVOS Technology e o grupo Universal, a exibição de Nada a Perder ocorreu também em localidades sem acesso a cinema. Dessa forma, foi preparado um ônibus que levou o filme a diferentes locais, desde territórios indígenas até presídios urbanos. A estrutura montada permitiu que a produção fosse exibida com a mesma qualidade do cinema tradicional.